# Арутюнян Армен Шураєвич
Армен Шураєвич Арутюнян (вірм. Արմեն Շուրայի Հարությունյան, 8 березня 1964, Єреван, Вірменська РСР) — вірменський політичний діяч, з лютого 2006 р. по лютий 2011 р. захисник прав людини у Вірменії.

## Життєпис
- 1981—1986 — закінчив юридичний факультет Єреванського державного університету. Доктор юридичних наук, професор.
- 1986 — вступив до аспірантури інституту держави і права Академії наук СРСР
- 1989 — захистив кандидатську дисертацію і отримав ступінь кандидата юридичних наук.
- 1994—1997 — навчався в докторантурі Академії державного управління при президенті РФ, і після захисту дисертації удостоївся наукового ступеня доктора юридичних наук.
- 1989 — викладає на кафедрі конституційного і міжнародного права юридичного факультету Єреванського державного університету. За сумісництвом працював юрисконсультом в Конституційному Суді.
- 2000—2002 — обіймав посаду декана юридичного факультету Російсько-Вірменського (Слов'янського) державного університету.
- 2001—2005 — представник президента з питань реформи Конституції.
- 2002—2006 — ректор Академії державного управління Вірменії.
- 2002 — є заступником представника Вірменії в Європейській комісії демократії і права (Венеціанська комісія).
- У лютому 2006 року обраний захисником прав людини у Вірменії.
- У лютому 2011 року пішов у відставку.
- У вересні 2015 року обраний суддею Європейського суду з прав людини від Вірменії[2].